# 송경호
송경호(宋庚鎬, 1970년 ~ )는 대한민국의 제37대 부산고등검찰청 검사장이었다.

## 생애
1989년 중동고등학교, 1995년 서울대학교 공법학과를 졸업했다. 2000년 사법연수원을 29기로 수료하고, 부산지검에서 검사 생활을 시작했다. 대구지검 안동지청과 서울지검 동부지청, 광주지검, 법무부 형사기획과, 서울중앙지검 등을 거쳐 대검 범죄정보2담당관, 수원지검 특수부장을 지냈다. 2017년 서울중앙지검 특수2부장이 되어 한동훈 3차장 검사의 지휘 아래 이명박 전 대통령의 수사를 이끌었다. 이후 삼성바이오로직스 관련 사건도 수사하며 검찰 내 특수통으로 자리매김했다.  
2019년 서울중앙지방검찰청 3차장검사로 승진하여 조국 장관 일가에 대한 수사의 총 책임자로 관련자들을 재판에 넘겼다. 2020년 추미애 법무부 장관이 취임한 이후 단행된 인사에서 수원지방검찰청 여주지청장으로 좌천됐다. 2021년 수원고등검찰청 검사로 발령받으면서 사실상 수사에서 완전히 배제됐다. 2022년 윤석열 정부에서 서울중앙지방검찰청 검사장으로 복귀했다.

## 경력
- 제39회 사법시험 합격
- 사법연수원 29기 수료
- 부산지검 검사
- 서울지검 동부지청 검사
- 광주지검 검사
- 법무부 형사기획과 검사
- 서울중앙지검 검사
- 대검찰청 연구관
- 춘천지검 원주지청 부장
- 대검찰청 범죄정보2담당관
- 수원지검 특수부장
- 서울중앙지검 특수2부장
- 서울중앙지검 3차장
- 수원지검 여주지청장
- 수원고검 검사
- 서울중앙지방검찰청 검사장
- 부산고등검찰청 검사장